# Plage de Viard
La plage de Viard est une plage de sable volcanique noir située entre Petit-Bourg et Goyave en Guadeloupe.

## Description
La plage de Viard, longue de plus de 950 m, se situe au sud de Petit-Bourg et au nord de Goyave entre la pointe de Roujol au nord et la pointe la Rose au sud. La rivière Moustique et la ravine Haussou s'y jettent.
La plage, aménagée de larges parkings, anciennement réputée, est envahie par les sargasses et n'est actuellement (2025) pas fréquentable en raison de la forte odeur des algues en décomposition et de l'aspect de la plage.
L'école de voile Cataraïbes y est implantée.

## Galerie

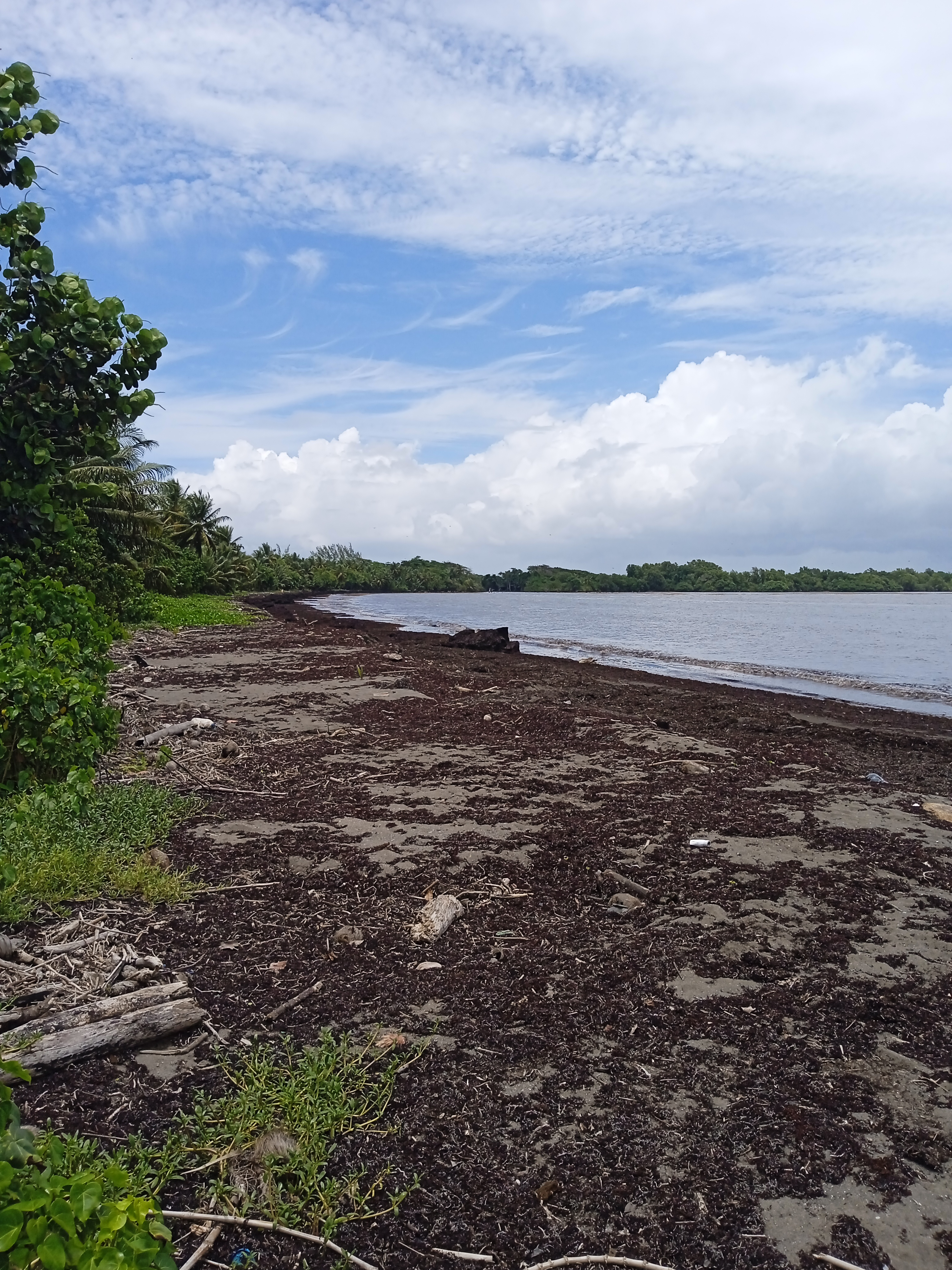
La plage de Viard et la pointe de Roujol.
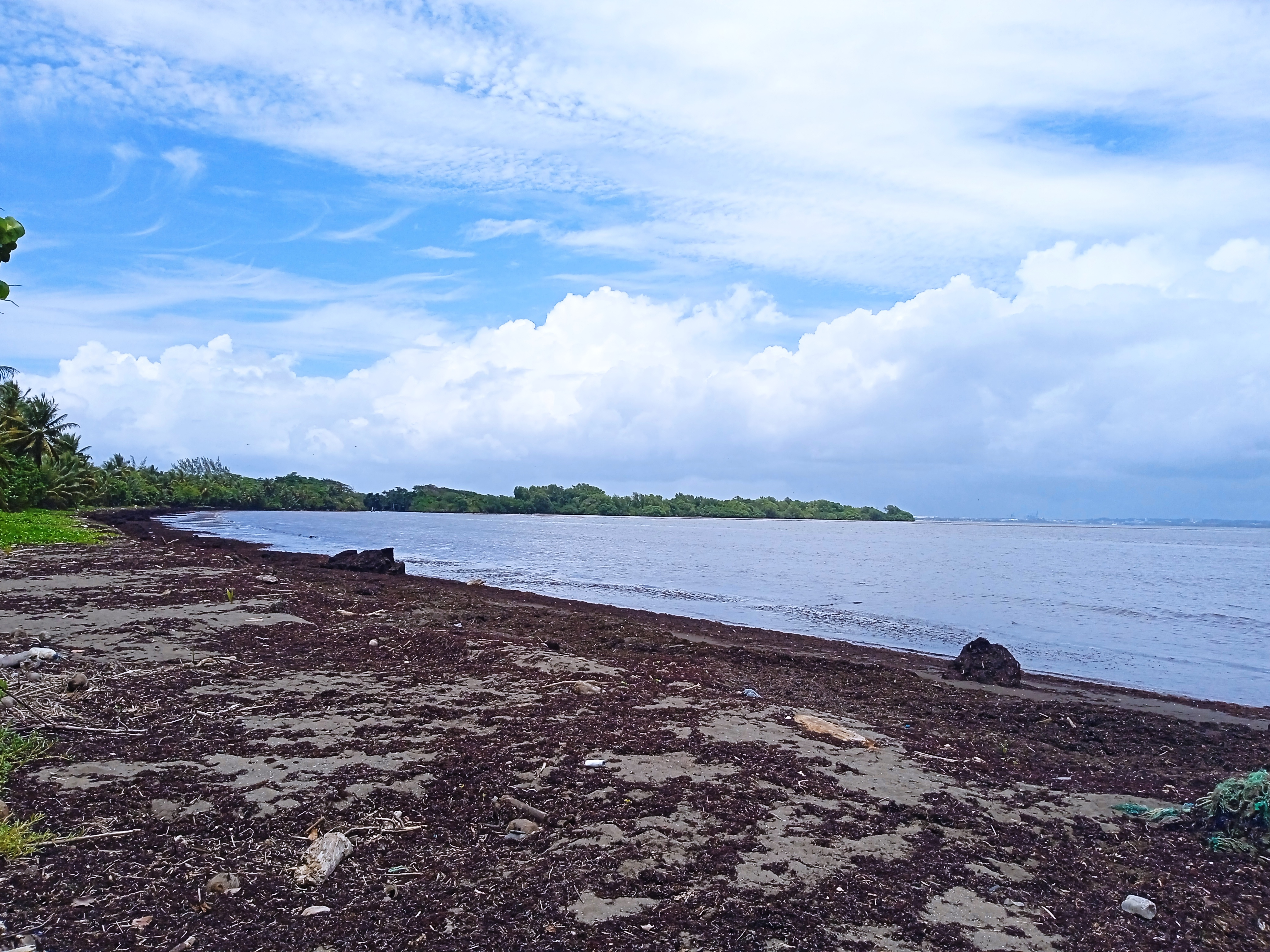
La plage de Viard envahie par les sargasses en mai 2025.